# Pinky, Elmyra y Cerebro
Pinky, Elmyra and the Brain (Pinky, Elvira y Cerebro) es un pequeño spin-off de la serie Pinky y Cerebro, de 65 episodios, e indirectamente de Tiny Toons de 98 episodios, es una pequeña serie de 13 episodios creada por Tom Ruegger y producida por Steven Spielberg, Warner Bros Animation y Amblin Entertainment que duró desde 1998 a 1999 y transmitida en canales de Latinoamérica como Cartoon Network, Tooncast y en diferentes canales nacionales.

## Sinopsis
Cuando Wally Fausto (abogado de la Compañía Fiero del episodio 2 de Pinky y Cerebro: El Hombre Ratón) deja a los laboratorios Acme en la quiebra, el laboratorio queda destruido, entonces Pinky y Cerebro terminan viviendo en la calle hasta que son atrapados por vendedores de una tienda de mascotas y entonces son comprados por Elmyra Duff (en español llamada Elvira), una chica obsesionada con los animales que apareció anteriormente en Tiny Toons.
En cada episodio, Cerebro idea nuevos métodos para conquistar al mundo, muchas veces arruinados por la estupidez de Pinky o la ingenuidad de Elvira.
La idea de colocar a Pinky y Cerebro con Elvira resultó controversial entre los fanes, escritores y productores de la serie original. La razón de este cambio fue que los ejecutivos de Warner Bros. querían convertir a Pinky y Cerebro en una comedia parecida a Los Simpson, ya anteriormente los ejecutivos habían pedido a los escritores que incluyeran a más personajes (un ejemplo fue el ratón Larry que fue añadido sólo en un episodio llamado "Pinky, Cerebro y Larry"). Debido a esta polémica decisión, sólo se crearon 13 episodios. Además, la nueva serie también contradecía la continuidad de Tiny Toons (de donde se origina Elvira), pues en esta serie a Elvira se le ve asistiendo a una escuela primaria (Escuela Primaria Chuck Norris) y no a la Looniversidad Acme, y enamorada del nuevo personaje Rudy en lugar del personaje Max Montana de los Tiny Toons.
A pesar de sus críticas negativas, en el año 2000 la serie ganó un Emmy por "el programa de televisión más cómico y sobresaliente".

## Personajes

### Cerebro
Cerebro (voz en español por Orlando Noguera) está basado en Orson Welles, específicamente en su voz (hecha por Maurice LaMarche). Es un ratón de gran inteligencia y deseos de conquista mundial. tiene una cabeza de gran tamaño debido a su cerebro. 
En cada episodio Cerebro soporta los juegos bruscos de Elvira como tortura, pero, a pesar de eso Cerebro sigue tratando de conquistar el mundo. 
Debido a su tamaño, Cerebro tiene un complejo de Napoleón, lo cual impide el éxito de sus planes. Otras cosas que impiden que Cerebro conquiste el mundo son los errores de Pinky, la ingenuidad de Elvira, la poca inteligencia de los humanos o simplemente mala suerte.

### Pinky
Pinky (Rob Paulsen) es otro ratón alterado genéticamente, aunque menos inteligente que Cerebro. Pinky dice palabras sin sentido como “narf”, “zort”, “poit”,"egad" y “troz”. 
Aunque la mayoría de las veces es insultado por Cerebro, disfruta pasar tiempo con él. Siempre le pregunta a Cerebro: ¿Qué vamos a hacer esta noche, Cerebro?, a lo que él responde: Lo mismo que hacemos todas las noches, Pinky, tratar de conquistar al mundo, pero desde el momento en que Elvira los adopta, su respuesta cambia a Lo mismo que hacemos todas las noches, Pinky, tratar de soportar a Elmyra.
Pinky es uno de los mejores amigos de Elvira, disfruta pasar tiempo con ella y Elvira piensa que él es inteligente, muchas veces convence a Pinky de jugar, y así evitar que ayude a Cerebro a conquistar al mundo.

### Elmyra (Elvira)
Elmyra Duff (en español llamada Elvira) (voz en inglés por Cree Summer y en español por la actriz de doblaje Giset Blanco) es una niña obsesionada con los animales y poco inteligente que siempre los tortura de alguna forma, les pone apodos como "ratoncito narizón" (Pinky) o "ratoncito cabezón amargado" (Cerebro). Su habitación está llena de animales y cada vez que llega de la escuela trata de ayudar a Pinky y a Cerebro a conquistar al mundo.
A pesar de que los trata mal, disfruta ayudarlos en sus diferentes planes.

### Mr. Fuzzy Fuzzy (El Sr. Gatito Lindo)
Es un gato alterado genéticamente por Cerebro a través de una fórmula de ADN perruno, el Sr. Gatito Lindo suele actuar como un perro y suele amar incontrolablemente a Cerebro, trata de ayudar a Cerebro a conquistar al mundo y desde el episodio 3 "Un gato que ladra", es un buen amigo de Cerebro.

### Rudy
Rudy (voz en inglés por Nancy Cartwright y en español por Johnny Torres) es el molesto vecino de Elvira, es un bravucón que muchas veces le roba los inventos a Cerebro y los destruye, Elvira está enamorada de él, pero él odia a Elvira.
Es uno de los enemigos de Cerebro.

### Patty Ann (Cerebro disfrazado)
En realidad no es un personaje, es un traje mecánico de niña creado por Cerebro para engañar a Rudy y mezclarse entre la gente.
En muchos episodios Rudy se enamora de Patty Ann, pero Elvira la odia con todo su corazón, muchas veces cuando entra en escena Elvira trata de evitar que Rudy la vea.
- Datos: Q1575205